# إدريس الشاعري
إدريس الشاعري مواليد 10 ديسمبر 1981 في ، السعودية، هو لاعب كرة قدم سعودي.
لعب سابقاً للنادي الأهلي في الفئات السنية و لعب بعدها لأندية أبها و الوحدة و جدة و الرائد و أحد و الطائي و التقدم و وج و عكاظ.